# Kobileak, Montana
Kobileak (în bulgară Кобиляк) este un sat în comuna Boicinovți, regiunea Montana,  Bulgaria. 

## Demografie
Componența etnică a satului Kobileak
     Romi (1,88%)
     Nicio identificare (4,07%)
     Bulgari (94,04%)
     Turci (0%)
La recensământul din 2011, populația satului Kobileak era de 319 locuitori. Din punct de vedere etnic, majoritatea locuitorilor (94,04%) erau bulgari, cu o minoritate de romi (1,88%). Pentru 4,07% din locuitori nu este cunoscută apartenența etnică.